# Ісількульський район
Ісількульський район (рос. Исилькульский район) — муніципальне утворення у Омській області.

## Адміністративний устрій
- Ісилькульське сільське поселення
- Барикадське сільське поселення
- Боеве сільське поселення
- Каскатське сільське поселення
- Кухаревське сільське поселення
- Лісне сільське поселення
- Медвежинське сільське поселення
- Новорождественське сільське поселення
- Першетаровське казачьє сільське поселення
- Солнцевське сільське поселення
- Українське сільське поселення